# Wojciech Życiński

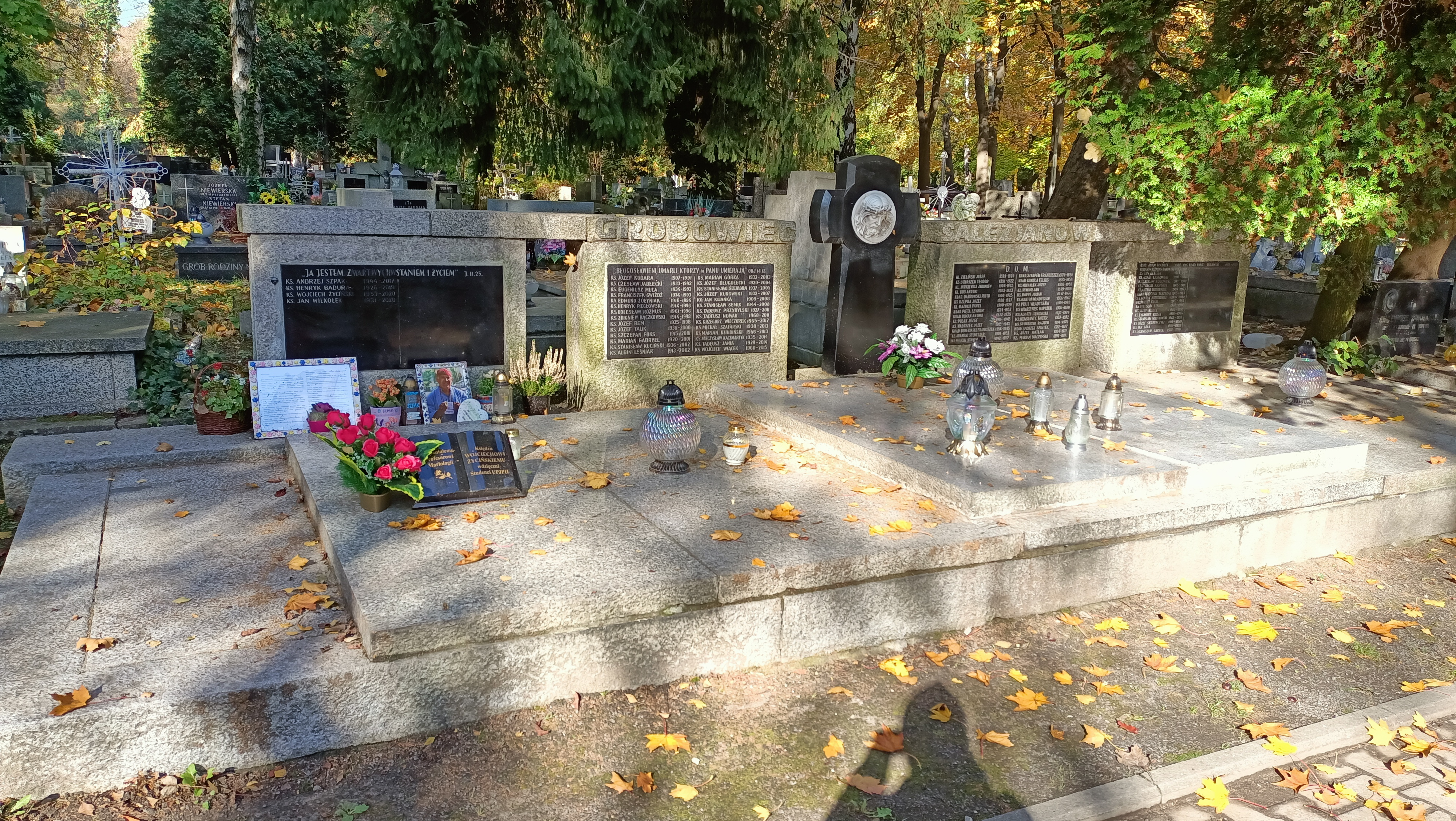
Grób Wojciecha Życińskiego na cmentarzu Rakowickim w Krakowie

Wojciech Życiński (ur. 22 lutego 1953 w Nowej Wsi, zm. 7 kwietnia 2020 w Krakowie) – polski prezbiter rzymskokatolicki, salezjanin, doktor habilitowany nauk teologicznych, mariolog, dziekan Wydziału Teologicznego Papieskiej Akademii Teologicznej w Krakowie w latach 1997–2000, prorektor Papieskiej Akademii Teologicznej w Krakowie w latach 2000–2006.

## Życiorys
Urodził się 22 lutego 1953 w Nowej Wsi. Brat arcybiskupa Józefa Życińskiego. W 1972 uzyskał świadectwo dojrzałości. W 1973 wstąpił do zgromadzenia salezjanów w Kopcu. W latach 1974–1981 odbył studia w Wyższym Seminarium Duchownym Towarzystwa Salezjańskiego w Krakowie. Śluby wieczyste złożył 18 czerwca 1980 w Krakowie. Święceń prezbiteratu udzielił mu 19 czerwca 1981 w Krakowie biskup Albin Małysiak. W latach 1981–1985 studiował na Katolickim Uniwersytecie Lubelskim, uzyskując magisterium (1981), licencjat (1983) i doktorat (1985). Specjalizację pogłębiał, wyjeżdżając na stypendia naukowe na Katolicki Uniwersytet Ameryki w Waszyngtonie (1986) i do Marianum w Rzymie (1989). Habilitację w zakresie nauk teologicznych uzyskał w 1994 na Wydziale Teologii Katolickiego Uniwersytetu Lubelskiego na podstawie rozprawy Jedność w wielości. Perspektywy mariologii ekumenicznej.
W 1985 został wykładowcą dogmatyki i ekumenizmu w Wyższym Seminarium Duchownym Towarzystwa Salezjańskiego w Krakowie, w latach 1990–1994 był tamże prefektem studiów. W latach 1989–1994 zajmował stanowisko asystenta w Katedrze Mariologii Katolickiego Uniwersytetu Lubelskiego. Został zatrudniony w II Katedrze Dogmatyki Papieskiej Akademii Teologicznej w Krakowie, gdzie w 1992 został asystentem, a w 1994 adiunktem. W 2000 objął stanowisko profesora uczelnianego. W latach 1995–2017 był kierownikiem najpierw II Katedry Dogmatyki, następnie Katedry Mariologii. W latach 1994–1997 sprawował urząd prodziekana Wydziału Teologicznego Papieskiej Akademii Teologicznej, a w latach 1997–2000 dziekana tego wydziału. Od 2000 do 2006 był prorektorem Papieskiej Akademii Teologicznej ds. Nauki i Współpracy Krajowej i Zagranicznej.
W 2012 został członkiem zwyczajnym Papieskiej Międzynarodowej Akademii Mariologicznej. Autor publikacji z zakresu mariologii, m.in. Johna H. Newmana teoria rozwoju doktryny mariologicznej (Lublin 2010) i Matka, która pozostała Dziewicą (Kraków 2017).
Zmarł 7 kwietnia 2020 w Krakowie. 17 kwietnia 2020 został pochowany na tamtejszym cmentarzu Rakowickim.

## Odznaczenia
W 2019 otrzymał złoty medal „Zasłużony dla UPJPII”.